# Liste d'écrivains soudanais

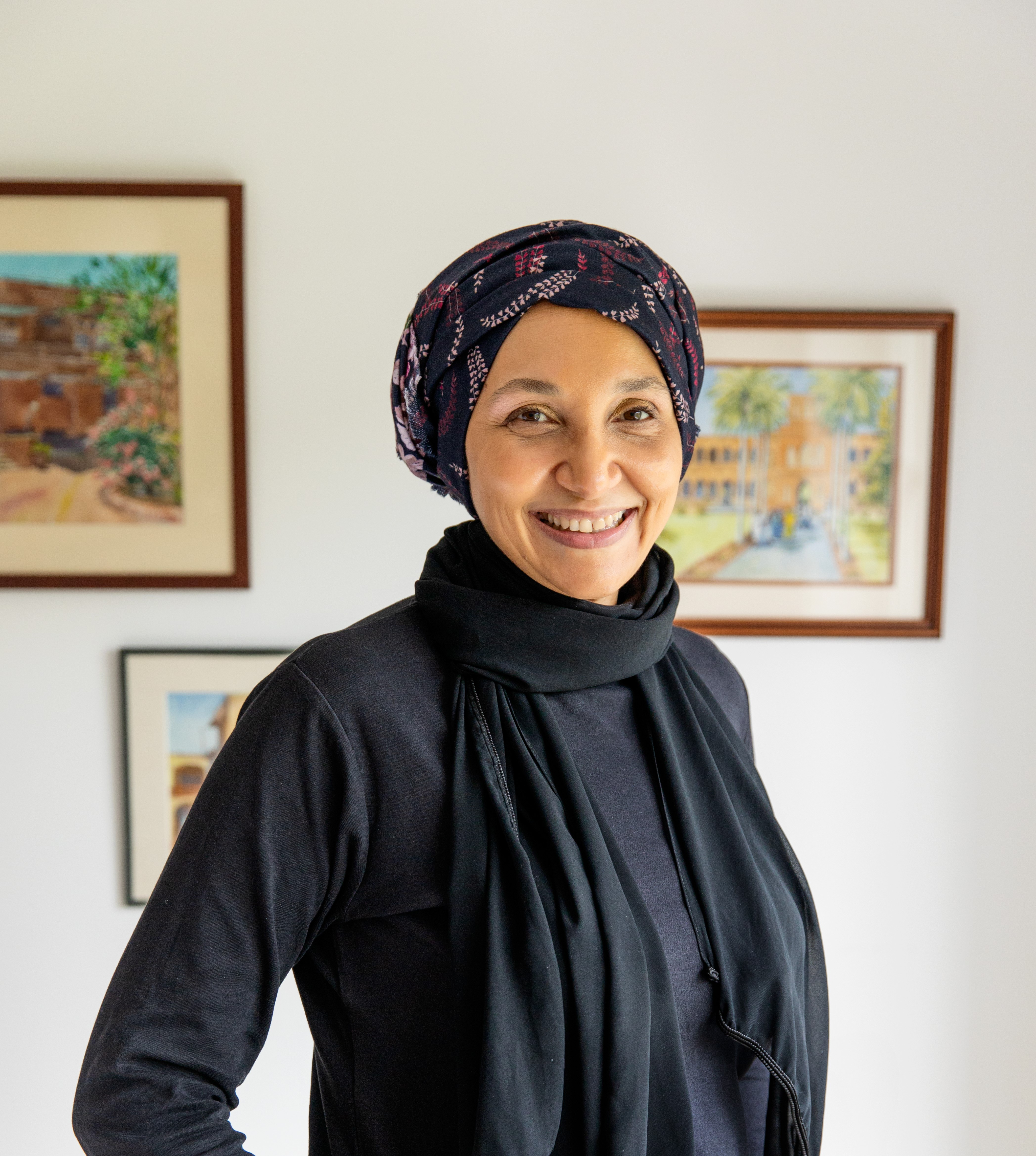
Leila Aboulela

Cette liste recense les écrivains soudanais :

## Écrivains de nouvelles
- Ali EL-Maak (en) (1937–1992), également traducteur et poète
- Bushra Elfadil (en) (1952 – ), également poète.

## Écrivains politiques
- Abel Alier (en) (1933 – )
- Fatima Ahmed Ibrahim (1933 – )
- Sadeq al-Mahdi (1936 – )
- Abdel Khaliq Mahjub ( – 1971)
- Muhammad Ibrahim Nugud (en) (1930–2012)

## Écrivains satiriques
- Jaafar Abbas (en)

## Écrivains réformateurs islamiques
- Mahmoud Mohamed Taha (1909–1985)
- Hassan al-Tourabi (1932-2016)
- Abdullahi Ahmed An-Na'im (1946-)

## Journalistes - Éditeurs
- Mohammed Taha Mohammed Ahmed (en) ( – 2006)
- Abdul Raheem Glailati (en)
- Alfred Taban (en) (1957 – )

## Poètes
- Rashad Hashim (d) (1902–1948)
- Muhammad Ahmad Mahgoub (en) (1908–1976)
- Al-Tijani Yusuf Bashir (en) (1912–1937)
- Gely Abdel Rahman (en) (1931–1990)
- Salah Ahmed Ibrahim (en) (1933–1993)
- Mohammed Moftahh Elfitory (en) (1936–2015)
- Ibrahim 'Ali Salman (en) (1937–1995)
- Abed Elrahim Abu Zakrra (en) (1943–1989)
- Mohammed Abdul-Hayy (en) (1944–1989)
- Mahjoub Sharif (en) (1948–2014)
- Al-Saddiq Al-Raddi (en) (avant 1969)

## Romanciers
- Malkat Ed-Dar Mohamed (1920–1969)
- Tayeb Salih (1929–2009)
- Ra'ouf Mus'ad (en) (1937 – )
- Tarek Eltayeb (1959 – )
- Amir Taj al-Sir (en) (1960 – )
- Jamal Mahjoub (1960 – )
- Abdelaziz Baraka Sakin (1963 — )
- Leila Aboulela (1964 – )
- Mansour El Souwaim (en) (1970 – )
- Hammour Ziada (1977 – )
- Ann El Safi